# Ligne de Miniac-Morvan à La Gouesnière - Cancale - Saint-Méloir
La ligne de Miniac-Morvan à La Gouesnière - Cancale - Saint-Méloir est une ligne de chemin de fer stratégique française à écartement standard et à voie unique non électrifiée réalisée par l'État. Elle est mise en service par la compagnie des chemins de fer de l'Ouest en 1885. 
Ayant perdu sa vocation stratégique, et son intérêt local n'ayant pas résisté à la concurrence routière, elle est fermée au service voyageurs le 8 octobre 1933 par l'Administration des chemins de fer de l'État. Déclassée en 1954 elle est ensuite déferrée et il ne reste que quelques vestiges.

## Tracé
La ligne débutait à la gare de Miniac, passait à Châteauneuf-d'Ille-et-Vilaine avant de rejoindre la ligne Rennes - Saint-Malo à la gare de La Gouesnière - Cancale.

## Historique
Classée comme en ligne d'intérêt général sous le no 64 par la loi du 17 juillet 1879 (plan Freycinet), Le chemin de fer de Miniac à La Gouesnière est une ligne stratégique, d'une longueur de 11,5 km, destinée à desservir le fort de Chateauneuf et à le relier avec Saint-Malo. La déclaration d'utilité publique est prononcée par la loi du 22 juin 1880,
Ayant un statut de ligne stratégique, du fait qu'elle a principalement pour but de relier le fort de Châteauneuf, qui comporte un important centre de stockage de munitions prévues pour être utilisées en cas de conflit, les études sont réalisés par l'État qui prend en charge l'ensemble des coûts. À la fin de l'année 1881, le projet définitif est approuvé, les enquêtes parcellaires ont été réalisées et la mise en adjudication des lots de travaux doit intervenir rapidement.
La ligne est cédée par l'État à la Compagnie des chemins de fer de l'Ouest par une convention signée entre le ministre des Travaux publics et la compagnie le 17 juillet 1883. Cette convention est approuvée par une loi le 20 novembre suivant. La convention prévoit aussi que l'État achève la construction de la ligne.
La ligne est mise en service en 1885 par la compagnie des chemins de fer de l'Ouest.
La fermeture du trafic voyageurs intervient le 8 octobre 1933 et celle du trafic marchandises à la fin des années 1930. La ligne est déclassée par décret le 12 novembre 1954 sur 10,5 km entre les pk 0,210 et 10,725.

## Vestiges de la ligne
Des bâtiments devenus propriétés privées sont toujours existants en 2006. Notamment la gare du Fort de Châteauneuf qui a conservé son bâtiment voyageurs et sa halle à marchandise. On retrouve également des maisons de garde barrière et le pont de la Couaille.